# Laparoskopska prostatektomija
Laparoskopska prostatektomija ili radikalna laporoskopska prostatektomije (skraćeno RLP) je minimalno invazivna hirurška urološka procedura koja podrazumijeva, kao i kod otvorene operacije; uklanjanje cele prostate sa tumorom, semenih kesica i rekonstrukciju uretre direktno na vrat mokraćne bešike. Ova intervencija spad u najteže urološke laparoskopske operacije.
Krivulja učenja ove metode je duga, prema objavljenim studijama tek se nakon stotinak operacija postižu rezultati uporedivi se onima kod otvorenih operacija. U novijim studijama učestalost pozitivnih rubova i impotencije približava se rezultatima objavljenim kod otvorenih operacija. Također su usporedivi i rani onkološki rezultati; učestalost biohemijskog recidiva bolesti podjednaka je onoj kod otvorenih operacija. Ipak, prednosti laparoskopske radikalne prostatektomije u odnosu prema otvorenoj operaciji nisu tako jasno izražene kao što je kod laparoskopskih uroloških operacija gornjeg dela urinarnog trakta.

## Istorija
Istorija laparoskopije stara je više od sto godina, a njen razvoj izgledao je ovako:
- Pre sto godina Kelling je opisao tehniku celioskopije.1 Kroz pamučni filter insuflirao je vazduh u trbušnu πupljinu psa i zatim cistoskopom pregledao njenu šupljinu.
- Ideju  u kliniËku praksu uveo je švedski hirurg Jacobeus 1910. godine.[6] On je opisao prve dve torakolaparoskopije, u kojima je kroz troakar insuflirao vazduh u trbuh i zatim cistoskopom pregledao organe u trbušnoj šupljini. DEve godine kasnije (1912) opiso je 42 ispitivanja trbušne šupljine primenom ove metode.[7]
- Ključni člinilac za razvoj modrne laparoskopije nastao je 1924. godine kada je uvođen ugljen dioksid za stvaranje pneumoperitoneuma3 Janos Veress je potom razvio posebnu iglu za sigurnu insuflaciju gasa u trbuh 1938. godine.
- Bilo je i mnogo drugih autora koji su svojim idejama i kreativnošću pomogli u razvoju laparoskopije. Međutim, na tom razvojnom putu značajno mesto ima ginekolog i inženjer Kurt Semma iz Kiela, koji je osamdesetih godina 20. veka napravio revoluciju u laparoskopiji razvojem automatskog insuflatora, termokoagulacije, maceratore za drobljenje većih komada tkiva i mnogih drugih laparoskopskih instrumenta.
- Nakon prve laparoskopske holecistektomije, 1987. godine, koju je obavio Philipe Mouret,[8] laparoskopsku metodu je 1990. godine na velika vrata u hirurgiju uveo Debouis (koji se smatra i prvim učiteljem u laparoskopskoj hirurgiji).[9]
- Primenu laproskopije u urologiji uveo je Cortesi 1976. godine za otkrivanje intraabdominalnog testisa.[10]
- je 1979. godine laparoskopski retroperitonealno odstranio kamenac iz uretera.[11]
- Početak moderne ere u urološkoj laparoskopiji vezano je za 1991. godinu; nakon objavljenih rezultata Schuessler-a i saradnika u primeni laparoskopske limfadenektomije za određivanje karcinoma prostate9; prve laparoskopske nefrektomije obavljene iste godine,[12] i prve serije laparoskopskih operacija varikokele kod 30 bolesnika koju su publikovali Donovan i Winfield.[13]

## Indikacije
Glavna indikacija za radikalnu laparoskopsku prostatektomiju je karcinom prostate.

## Prednosti
Do danas je ovom metodom operisano više desetina hiljada bolesnika, jer ova metoda ima sve prednosti minimalno invazivne metode:
- manja invazivnost,
- manje intraoperativnih komplikacija,
- manji gubitak krvi,
- manja potrošnja analgetika,
- brža mobilizacija bolesnika,
- brže napuštanje bolnice i brže vraćanje normalnoj tjelesnoj aktivnosti.

Nije zanemarivo ni da je postoperativni ožiljak značajno manji. Kontinencija bolesnika i erektilna funkcija nakom operacije su bolje nego kod otvorenih zahvata, a i onkološki rezultati su uporedivi ili bolji od onih kod otvorenih operacija.
I pored toga što je ovaj operativni zahvat jako složen i zahteva veliku stručnost i iskustvo urološkog hirurga, njene prednosti su očigledne, mada možda nisu u odnosu prema otvorenoj operaciji tako jasno izražen, kao što je to slučaj kod laparoskopskih uroloških operacija gornjeg delova urinarnog trakta.

## Neke od tehnka laparoskopske prostatektomije

### Montsouri operativna tehnika transabdominalnog pristupa prostati
Montsouri tehniku koju su razvili Guiloonneau i Vallancien 2000. godine. Izvodi se u sedama faza, koje počinju kreacijom pneumoperitoneuma i uvođenjem pet troakara.
- Prva faza — prepariracija duktus deferensa i semenih kesica na obe strane.
- Druga faza — incizija peritoneuma iznad fundusa mokraćne bešike i prepariracija prednje strane mokraćne bešike i prostate. Posle incizije endopelvične fascije, seku se puboprostatični ligamenti i šavom se ligira Santorinijev pleksus.
- Treća faza — počinje prepariracijom baze prostate i vrata mokraćne bešike. U ovoj fazi seče se uretra na vratu mokraćne bešike koji se sačuva, a zatim se preparira zadnji deo između bešike i prostate.
- Četvrta faza — u oovoj fazi preparira se lateralni deo prostate prema apeksu. Ako se želi sačuvati neurovaskularni snop, seče se lateralna fascija prostate i preparira neurovaskularni snop.
- Peta faza — operacije je disekcija uretre na apeksu prostate makazicama zbog zaštite uretralnog sfinktera. Pritom je potrebno paziti na neurovaskularni snop i pažljivo ga odvojiti.
- Šesta faza — je šav anastomoza pojedinačnim čavovima Vikrilom 3-0.
- Sedma faza — završava intervenciju postavljanjem drena u malu karlicu pored anastomoze, dok se prostata stavlja u posebnu endomrežicu i vadi.

### Ekstraperitonealna laparoskopska prostatektomija
Tehniku ekstraperitonealne laparoskopske prostatektomije prvi su objavili Raboy i saradnici.
Izvodi se tako što se u Retziusov prostor ulazi balonskim troakarom, kojim se vrši dilatacija operativnog prostor, ili se to radi direktnom
insuflacijom CO2. Sam operativni zahvat izvodi se preko 4-5 troakara
- Prvo se preparira apeks prostate, incidira se endopelvična fascija i postavlja hemostatski šav.
- Sedi prepariracija baze prostate i vrata mokraćne beđike.
- Potom se preparira uretra i zatim prepariraju semene kesicee i zadnja strana prostate do apeksa.
- Sledi rezanje uretra i izrada uretrovezikalna anstomoza.

Problem kod ove metode je relativno mali operativni prostor, što oteæava operativni zahvat.

## Literatura
- Cozzi, G.; Lorenzis, E. D.; Palumbo, C.;  . (2013). „Robotic prostatectomy: an update on functional and oncologic outcomes”. Ecancermedicalscience. 7: 355. PMC 3788169 . PMID 24101944. doi:10.3332/ecancer.2013.355..
- Acta Mediа Croatica. Časopis Akademije medicinskih znanosti Hrvatske. 65 (4): 297—388. септембар 2011. Недостаје или је празан параметар |title= (помоћ)

## Spoljašnje veze
Mediji vezani za članak Laparoskopska prostatektomija na Vikimedijinoj ostavi

- Radikalna nefrektomija (језик: енглески)

|  | Molimo Vas, obratite pažnju na važno upozorenje u vezi sa temama iz oblasti medicine (zdravlja). |